# Одисей в двора на Алкиной
„Одисей в двора на Алкиной“ (на италиански: Ulisse alla corte di Alcinoo) е картина е италианския художник Франческо Айец от 1814 – 1816 г. Картината (580 х 350 см) е изложена в Зала 56 на Национален музей „Каподимонте“ в Неапол (Италия). Използваната техника е маслени бои върху платно.

## История
На 17 март 1814 г., когато Франческо Айец е във Флоренция, той получава писмо от Министъра на вътрешните работи в Неапол Джузепе Дзурло. Писмото е поръчка на картина от Жоашен Мюра, по това време крал на Неапол, която да бъде разпоожена в Дворец „Каподимонте“. Предметът, размерите и цената на картината трябва да бъдат определени от Леополдо Чиконяра, президент на Венецианската академия и патрон на младия Айец, на когото е даден „чек от петдесет римски скуди на месец за една година от бюджета на Министерството на вътрешните работи на Неапол за цената, която трябва да бъде определена в края на работата“. Въпреки това Айец завършва картината едва след края на Наполеоновата епоха и изкачването на Бурбоните на трона на Неапол: Фердинанд IV, макар че спира месечната му издръжка, все пак се съгласява да купи картината, която е конфискувана в кралските колекции на Музсей „Каподимонте“, където все още е изложена.

## Описание
За своята картина художникът избира сцена от „Одисея“ на Омир. Всъщност Айец избира да изобрази Одисей, докато е гостоприемно приет в двореца на Алкиной, цар на Феакия. Чувайки историята за Троянската война, възпята от поет, Одисей е развълнуван и през сълзи разкрива самоличността си, като по този начин започва да разказва своите премеждия. Феакийците, съжалявайки за нещастията му, решават да му помогнат, като го върнат у дома с техните екипажи. Моментът, описан от художника, е именно този, в който развълнуваният Одисей покрива лицето си със собствените си дрехи пред състрадателния поглед на жителите на острова.
Както темата на платното, взета от омировия репертоар, така и архитектурната монументалност на фона (с героите, почти засенчени от могъщите канелирани дорийски колони) разкриват размишлението на Айец върху класическите и неокласическите архетипи. Сред най-значимите иконографски препратки следва да се споменат платната на Винченцо Камучини като Смъртта на Юлий Цезар, Погребали стели на Джовани Волпато от Антонио Канова (за седящите фигури вляво), гравюрите на Джон Флаксман (за сложната обстановка), Атинската школа от Рафаел (почти буквален цитат се намира в момчето, седнало на стълбището отдясно) и Историите на Света Цецилия на Доменикино.